# Minut
Minut, förkortat min, är som tidsenhet 60 sekunder samt 1/60 timme.
Förkortningen min för tidsenheten minut skrivs utan punkt som internationell beteckning för en måttenhet, vilket inte är att förväxla med den i svenskan förekomna förkortningen min. som utläses minimum.
Att en timme är uppdelad på 60 minuter anses härstamma från sumererna, vars talsystem baserades på talet 60. Systemet inspirerade senare babylonierna, som förde det vidare till bland annat grekerna.
En eller två gånger per år kan en minut bestå av 61 eller 59 sekunder, för att hålla tiden i takt med jordens oregelbundna rotation, se skottsekund.